# Come Fly with Me (album de Frank Sinatra)
Pour les articles homonymes, voir Come Fly with Me.
Albums de Frank Sinatra
A Jolly Christmas from Frank Sinatra
(1957) This Is Sinatra Volume 2
(1958)
Come Fly with Me est un album de Frank Sinatra sorti en janvier 1958. Il s'agit d'un album-concept autour du thème du voyage.
Il se classe en tête des ventes aux États-Unis pendant cinq semaines,.
En 2004, il reçoit le Grammy Hall of Fame Award.

## Titres

### Face 1
1. Come Fly with Me (Sammy Cahn, Jimmy Van Heusen) – 3:19
2. Around the World (Victor Young, Harold Adamson) – 3:20
3. Isle of Capri (Will Grosz, Jimmy Kennedy) – 2:29
4. Moonlight in Vermont (Karl Suessdorf, John Blackburn) – 3:32
5. Autumn in New York (Vernon Duke) – 4:37
6. On the Road to Mandalay (Oley Speaks, Rudyard Kipling) – 3:28

### Face 2
1. Let's Get Away from It All (Matt Dennis, Tom Adair) – 2:11
2. April in Paris (Vernon Duke, Yip Harburg) – 2:50
3. London by Night (Carroll Coates) – 3:30
4. Brazil (Ary Barroso, Bob Russell (en)) – 2:55
5. Blue Hawaii (Leo Robin, Ralph Rainger) – 2:44
6. It's Nice to Go Trav'ling (Sammy Cahn, Jimmy Van Heusen) – 3:52

### Titres bonus
1. Chicago (Fred Fisher) – 2:14
2. South of the Border (Jimmy Kennedy, Michael Carr) – 2:50
3. I Love Paris (Cole Porter) – 1:49